# LOOP Barcelona
LOOP és un festival de videoart de Barcelona. La seva creació es va dur a terme a l'any 2003, a la pròpia Ciutat Comtal, com la primera fira a nivell mundial dedicada exclusivament a la videocreació des d'un punt de vista artístic i global.
Un programa de propostes col·laboratives que concreten una gran diversitat dels treballs reflecteix l'exuberància de l'escena audiovisual contemporània al mes de novembre. Hi ha peces per a tots els gustos que es poden observar arran d'una vuitantena d'espais de Barcelona, com museus, galeries, cinemes o centres cívics. El tema varia segons l'any per tal d'explorar de manera crítica les capacitats del vídeo i el cinema en els discursos d'art contemporani i contribuir a l'intercanvi d'idees que impulsin el món artístic.
Seguint el principi fundacional de donar llum a les tendències actuals del videoart i presentar-les al públic en general, LOOP continua apostant per l'avanç de joves artistes aspirants, a la vegada que presenta posicions establertes de videoart.

## Història
Inicialment, el festival va ser creat per l'associació Art Barcelona el 2003 com una plataforma activa de disseminació, creació i discussió de l'art audiovisual. Juntament amb la seva xarxa de professionals, van contemplar la disciplina que és el videoart com una via capaç de suprimir les fronteres entre art i societat. LOOP va sorgir de la transformació de la fira New Art, que durant set edicions ha omplert d'art les habitacions d'un hotel. La Fira LOOP es va celebrar de l'27 a el 30 de novembre a Barceló Hotel Sants de Barcelona.

### LOOP FAIR
Des del mateix any de la creació, el festival va dissenyar el que es denomina avui dia com 'LOOP FAIR'. Aquesta branca crea un marc per a especialistes i professionals del mercat, el primer dedicat a pel·lícules i vídeos d'artistes. La Fira neix d'una intenció comercial i, donada l'estructura socioeconòmica actual, es converteix en una de les plataformes essencials per a la producció i exhibició del pensament crític generat pels artistes, que amb la majoria de vegades hi troben suport i treball. els seus galeristes i col·leccionistes. Tenint això en compte, LOOP FAIR compleix unes clares restriccions dins d'un marc on es produeix un context favorable per temàtiques de caràcter rigorós.

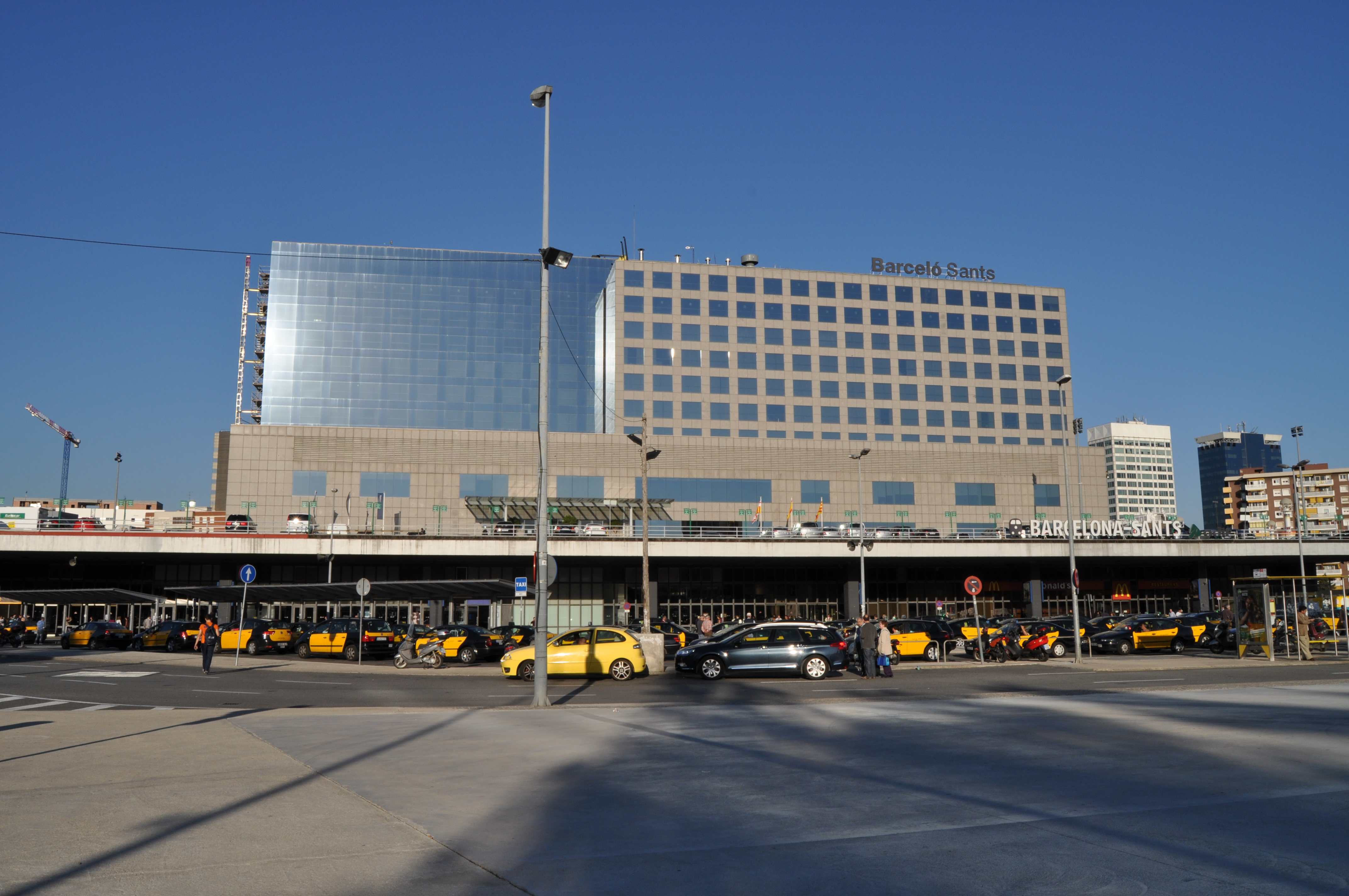
Barceló Hotel Sants de Barcelona.

Les galeries i les obres dels seus artistes són escollides mitjançant un procés de selecció realitzat per un comitè independent format per Isabelle i Jean Conrad Lemaître (president), Haro Cumbusyan, Renée Drake i Josée i Marc Gensollen. Tots els membres del comitè són exemples d'aquesta passió i compromís amb les noves formes de veure i pensar, concretament les d'artistes contemporanis, imprescindibles per repensar-nos com a individus i com a societat.
A més del comitè, cada any hi ha un jurat especialitzat dins la fira per valorar qui obtindrà el premi 'Acquisition Award and Mention of Honor'. Aquest està format per Ferran Barenblit (director del Museu d'Art Contemporani de Barcelona), Daniela Zyman (curadora en cap i directora artística, TBA21, Viena), Dirk Snauwaert (artístic Director, WIELS, Brussel·les) i Benjamin Weil (director artístic, Centre Botín, Santander).

### Edicions
Per cada edició, els organitzadors del festival donen un nom diferent segons l'any en qüestió o el propi objectiu de recerca dels participants. Una característica també essencial de cada proposta és l'àmbit contextual en el que es desenvoluparan i presentaran els projectes dels joves artistes.
Així mateix, any rere any es varien tant el lloc inaugural com els diferents indrets on s'hi exhibeixen les diverses activitats Finalment, cal tenir en compte que en una edició no només es tenen en compte els propis organitzadors o qui ho concedeix, també s'ha de parlar de quines institucions o empreses hi participen depenent de la temàtica anual.
| Any  | Nom                                              | Temàtica/Àmbit                                                               | Lloc inaugural                    | Institucions/Afiliats                               |
| ---- | ------------------------------------------------ | ---------------------------------------------------------------------------- | --------------------------------- | --------------------------------------------------- |
| 2003 | 'LOOP – THE PLACE FOR VIDEOART LOVERS'           | General                                                                      | Barceló Hotel Sants de Barcelona. | Fira New Art                                        |
| 2004 | 'LOOP'04 - Off LOOP'                             | Internacional                                                                | Barceló Hotel Sants de Barcelona  | Caixaforum i Amics dels Museus de Catalunya         |
| 2005 | 'LOOP'05'                                        | Videoart londinenc                                                           | Barceló Hotel Sants de Barcelona  | Video London                                        |
| 2006 | 'LOOP'06 - Off LOOP'                             | Videocreació/ Videofeedback                                                  | Hotel Pulitzer                    | Video Zone                                          |
| 2007 | 'LOOP'07'                                        | Gènesi de la creació audiovisual                                             | Hotel Catalonia Ramblas           | CCCB i MACBA                                        |
| 2008 | 'LOOP'08 - Diverse'                              | Diàleg intercultural                                                         | Hotel Catalonia Ramblas           | CCCB                                                |
| 2009 | 'LOOP'09'                                        | Videocreació                                                                 | Hotel Catalonia Ramblas           | Consolidació de la fira LOOP com a centre d'estrena |
| 2010 | 'LOOP'10 - Screen Projects'                      | Principals qüestions del videoart                                            | Hotel Catalonia Ramblas           | Fundación Suñol i Centro d'Arts Santa Mònica        |
| 2011 | 'LOOP'11'                                        | Qüestions i circumstàncies de l'artista                                      | Hotel Catalonia Ramblas           | SCREEN Festival                                     |
| 2012 | 'LOOP: Dècima edició'                            | Internacionalització dels formats audiovisuals                               | Hotel Catalonia Ramblas           | SCREEN Festival                                     |
| 2013 | 'LOOP 2013'                                      | Establiment de relacions entre videoart i cinema                             | Hotel Catalonia Ramblas           | SCREEN Festival i THE POOL                          |
| 2014 | 'LOOP 2014'                                      | Col·leccionistes en l'era audiovisual                                        | Diferents indrets de Barcelona    | Museo Lázaro Galdiano                               |
| 2015 | 'LOOP 2015'                                      | El so més enllà de la imatge                                                 | Diferents indrets de Barcelona    | Fundación Setba                                     |
| 2016 | 'LOOP 2016'                                      | L'inconscient audiovisual partint d'imatges visuals subjugadores i poètiques | Diferents indrets de Barcelona    | CCCB                                                |
| 2017 | 'LOOP 2017'                                      | Homenatge als pioners del vídeo                                              | Diferents indrets de Barcelona    | Screen Projects i Acción Cultural Española          |
| 2018 | 'LOOP 2018'                                      | Models i posicionaments que hi ha actualment dins l'ecosistema artístic      | Diferents indrets de Barcelona    | Acción Cultural Española i Fundació Miró            |
| 2019 | 'LOOP: El Festival de Videocreació de Barcelona' | Even Outer Space: El cosmos i l'actualitat científica i social               | Diferents indrets de Barcelona    | CCCB i MACBA                                        |

## Llocs de les exposicions

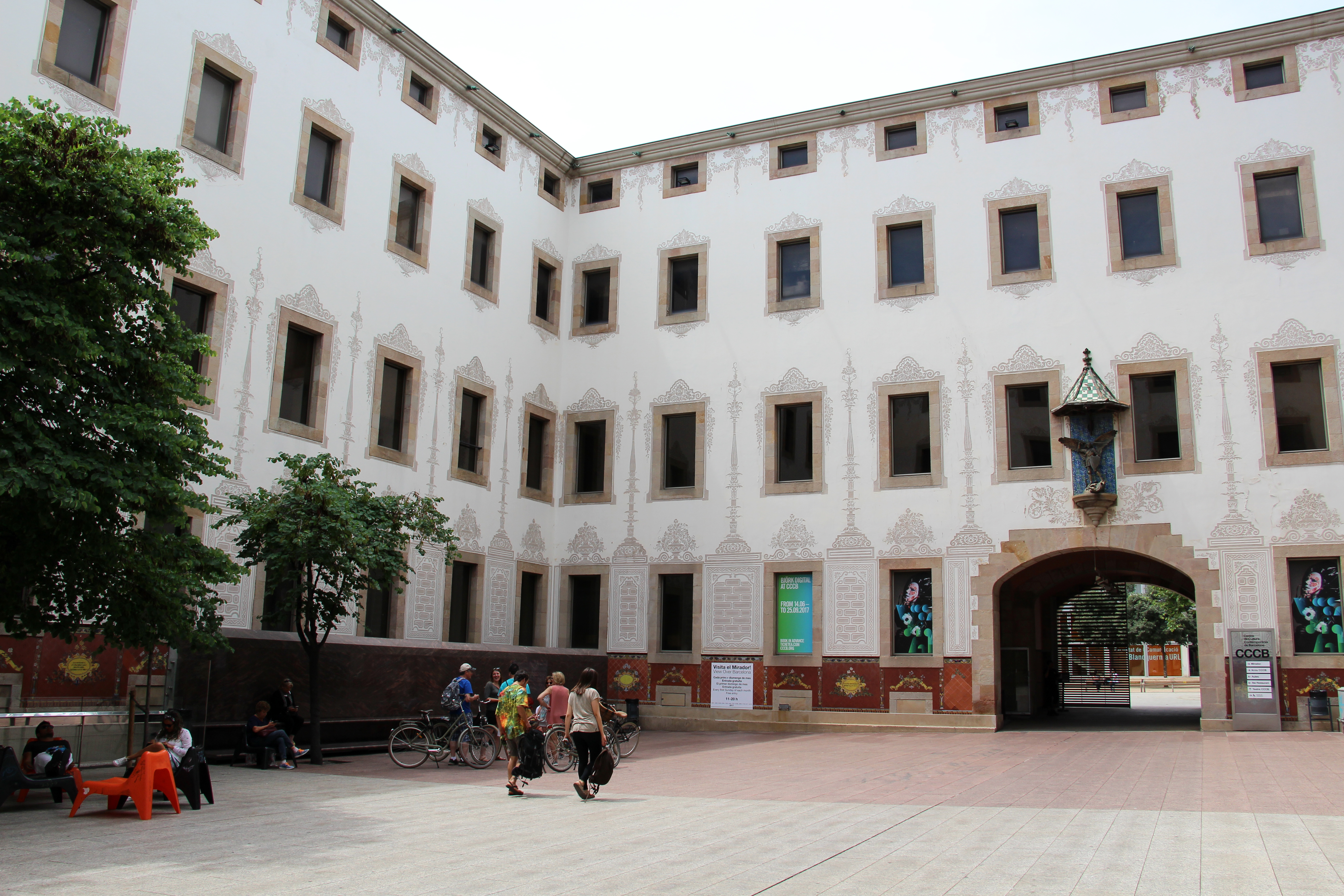
Centre de Cultura Contemporània de Barcelona.

- Centre d'Art Contemporani de Barcelona Fabra i Coats: institució dedicada a la recerca, la producció, l'exposició i la difusió de pràctiques artístiques contemporànies. Centrat en el foment de la producció artística desenvolupada al nostre context metropolità i al nostre país, i obert alhora a l'escena internacional, el Centre d'Art Contemporani de Barcelona és un espai que pren com a missió principal l'impuls de les arts visuals actuals, la recerca de nous llenguatges creatius, l'obertura a territoris interdisciplinaris i el desenvolupament de polítiques de mediació amb el territori i la ciutadania.[8]Centre de Cultura Contemporània de Barcelona.
- Centre de Cultura Contemporània de Barcelona (CCCB): centre cultural multidisciplinari dedicat a explorar els grans temes de la societat contemporània per mitjà de diferents llenguatges i formats, amb un extens programa que inclou grans exposicions temàtiques, cicles de conferències i trobades literàries, projeccions audiovisuals i festivals. En la seva missió de pensar el present, el CCCB estructura la seva programació al voltant de quatre eixos que recullen els principals centres d'interès i de reflexió de Centre.[9]
- Cinemes Girona: són el resultat de la renovació de les antigues sales de cinema situades des de fa més de 25 anys al carrer Girona de Barcelona, al peu del barri de Gràcia. Han obert novament les seves portes el març de 2010 oferint una opció de cinema de qualitat amb tres sales remodelades per rebre més de 600 espectadors.
- Cinemes Verdi: complex de sales d'exhibició cinematogràfica situat als carrers Verdi i Torrijos del barri de Gràcia de Barcelona. Són considerats un referent pels cinèfils, lluny dels circuits comercials.
- Cosmocaixa Barcelona: museu de ciències a Barcelona. Antigament conegut com a Museu de la Ciència de Barcelona, va tancar per reformes el 1998 i es va tornar a obrir el 2004 amb el seu nom actual. El museu ofereix una gran varietat d'exposicions, permanents i temporals, que mostren el medi ambient, la natura, la ciència i l'espai. CosmoCaixa també té un planetari i exposicions dedicades a la interacció com el tacte i el joc per a nens petits.
- Hotel Almanac: tot i celebrar-se la Fira comercial Loop, una selecció de videoart contemporani presentat per 33 galeries nacionals i internacionals en una experiència visual s'estableixen dins d'un context únic, les habitacions de l'Hotel Almanac.[10] Un gran hotel de luxe situat a la Gran Via de les Corts Catalanes reconegut per desenvolupar hotels emblemàtics en llocs emblemàtics arrelats a històriques riques. Totes les propietats són arquitectònicament significatives i estan ubicades al cor de la ciutat on l'encreuament cultural es troba amb el paisatge urbà.
- Museu d'Art Contemporani de Barcelona (MACBA): museu dedicat essencialment a l'exposició d'art i a les pràctiques culturals contemporànies. Està situat al barri del Raval de la ciutat de Barcelona, molt a prop de Centre de Cultura Contemporània de Barcelona.
- Distribució arquitectònica de El Pabellón de Barcelona.

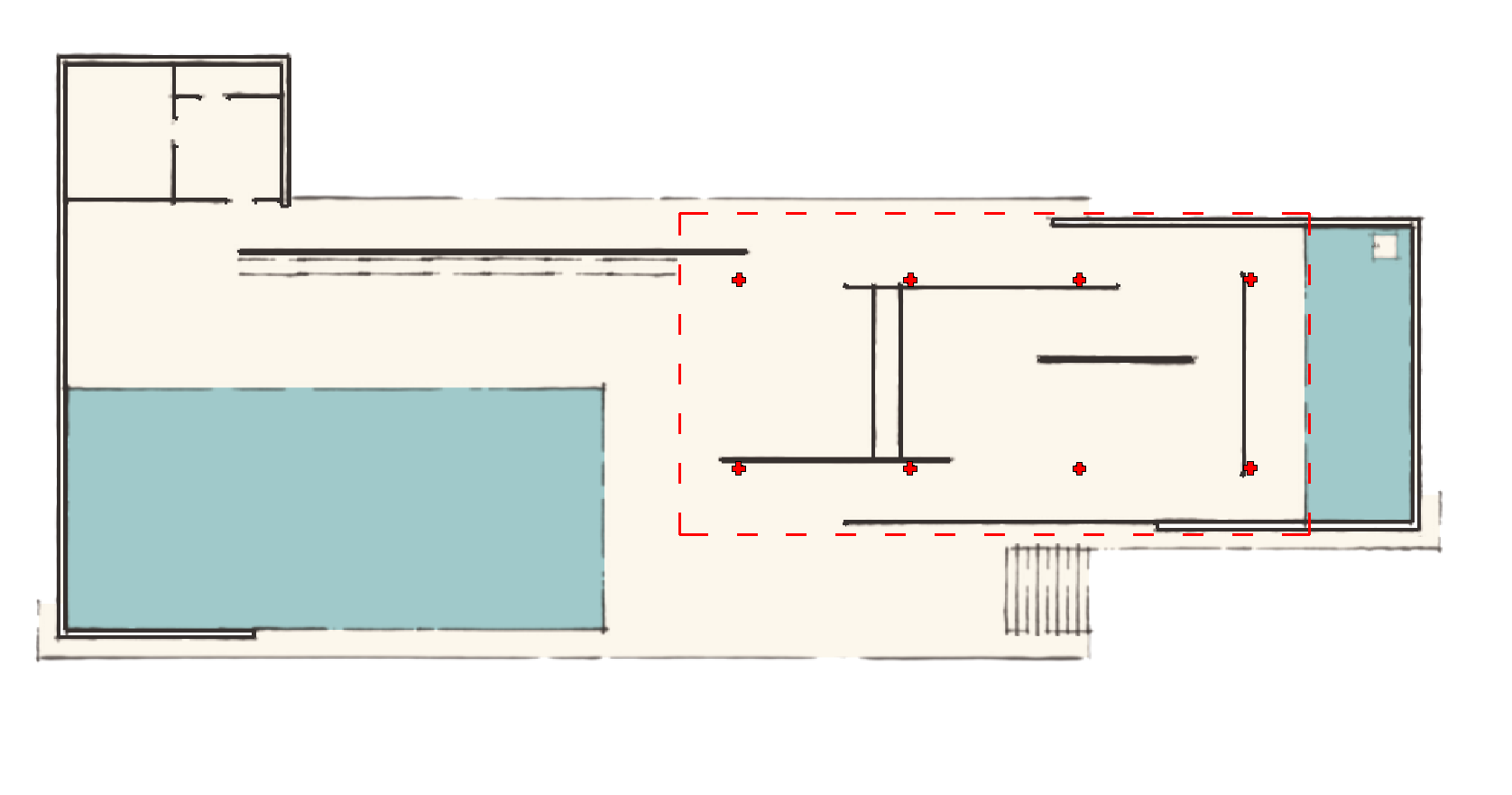
Distribució arquitectònica de El Pabellón de Barcelona.

Pavelló Mies van der Rohe: és l'obra simbòlica de el Moviment Modern, ha estat estudiat i interpretat exhaustivament a el temps que ha inspirat l'obra de diverses generacions d'arquitectes. Va ser dissenyat per Ludwig Mies van der Rohe i Lilly Reich com a pavelló nacional d'Alemanya per a l'Exposició Internacional de Barcelona de 1929. Construït amb vidre, acer i diferents tipus de marbre, el Pavelló es va concebre per allotjar la recepció oficial presidida pel rei Alfons XIII al costat de les autoritats alemanyes.

## Projectes encarregats
LOOP s'uneix a una comunitat internacional de galeristes, artistes, comissaris, col·leccionistes i directors d'institucions per desenvolupar projectes a tot el món que tinguin l'objectiu d'explorar críticament les capacitats del vídeo i el cinema en tot el que fa a l'art contemporani d'avui dia per tal de generar un impuls en la globalització de conceptes audiovisuals.
Per això, es gestiona un procés per assegurar que tots els sistemes i components dels projectes presentats al festival estiguin dissenyats, provats i explotats d'acord amb els requisits operatius de la temàtica adient per cada any. Es pot aplicar un procés de posada en marxa no només als nous projectes, sinó també a les unitats i sistemes existents sotmesos a ampliació, renovació o rehabilitació dels passats.

### Exhibicions internacionals
En els darrers anys, els organitzadors del festival han treballat amb diversos comissaris per coproduir exposicions amb una forta implicació amb vídeo i fora del context de LOOP Barcelona.

#### Programa de pel·lícules
Els nous projectes de cinema recents han estat comissariats pel mateix festival com a exhibicions des de diferents indrets respecte el que fa a Barcelona. Els treballs presentats al programa són premiers espanyoles o de tot Europa i són adequats per a una presentació cinematogràfica. Es feu èmfasi deliberat per tornar els artistes a la sala de cinema i utilitzar aquest model d'exposició per presentar nous treballs de vídeo adequats a aquesta condició particular.

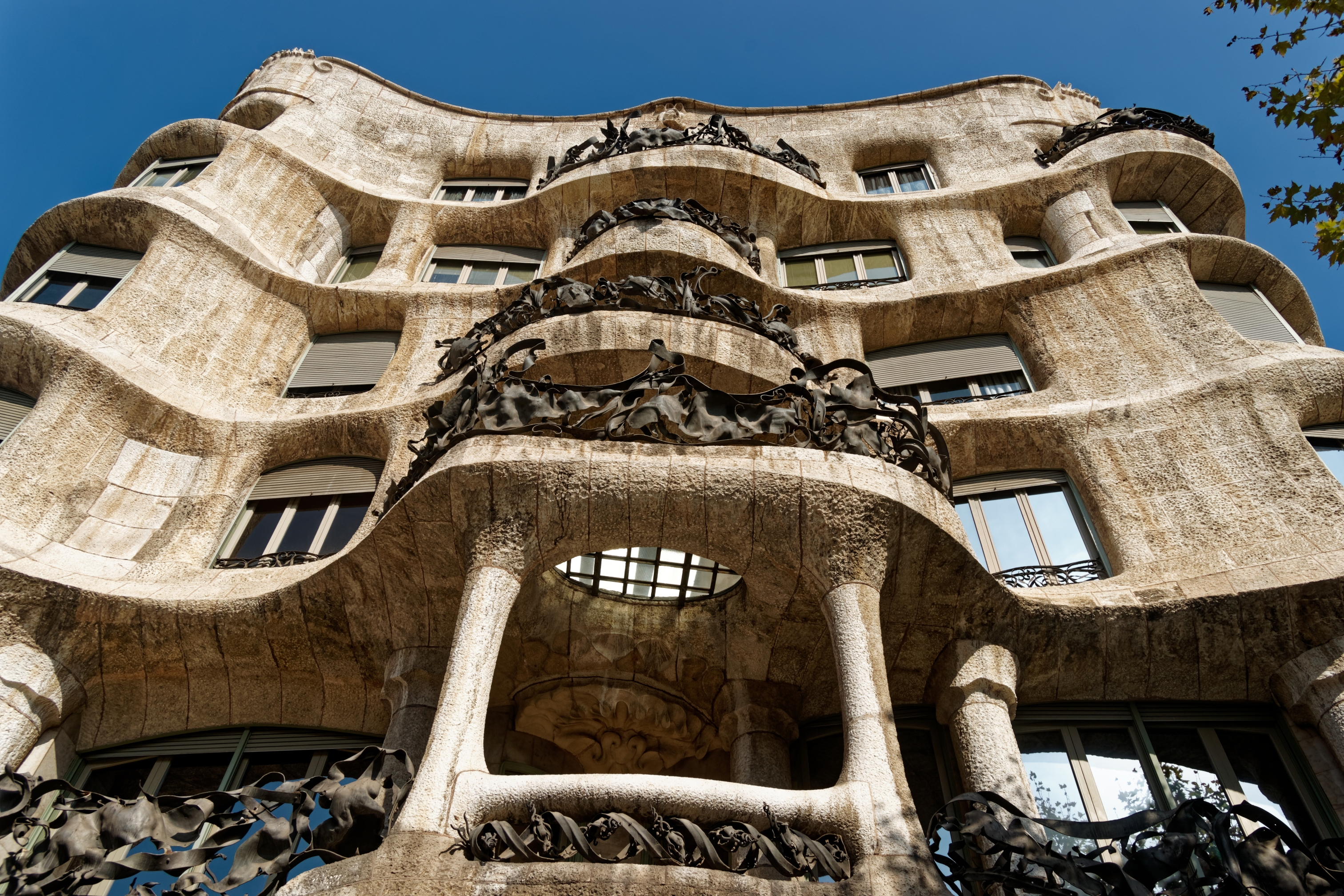
La Casa Milà lloc on començà el programa de pel·lícules.

El format de presentació està relacionat amb els criteris del programa de pel·lícules, que consisteix a rastrejar els canvis i les contaminacions entre territoris audiovisuals enfrontats. Actualment, la selecció inclou una sèrie de vídeos que versen sobre el tema de l'ecologia i la nostra relació amb el medi ambient. Alguns d'ells han format part de les exposicions, esdeveniments i premis de LOOP entre el 2005 i el 2018, d'altres són gentilesa d'artistes locals de Barcelona que tenen com a objectiu el treball proposat per FIAC.
| Any  | Programa       | Comissariat                                        |
| ---- | -------------- | -------------------------------------------------- |
| 2011 | 'First Screen' | La Pedrera                                         |
| 2014 | 'Fuso Lisboa'  | Copenhagen International Documentary Film Festival |
| 2015 | 'CPH:DOX'      | Copenhagen International Documentary Film Festival |
| 2017 | 'Cinéphémère'  | Carolina Ciuti                                     |
| 2018 | 'Cinéphémère'  | Carolina Ciuti                                     |
| 2019 | 'Cinéphémère'  | Carolina Ciuti                                     |

#### Programa públic

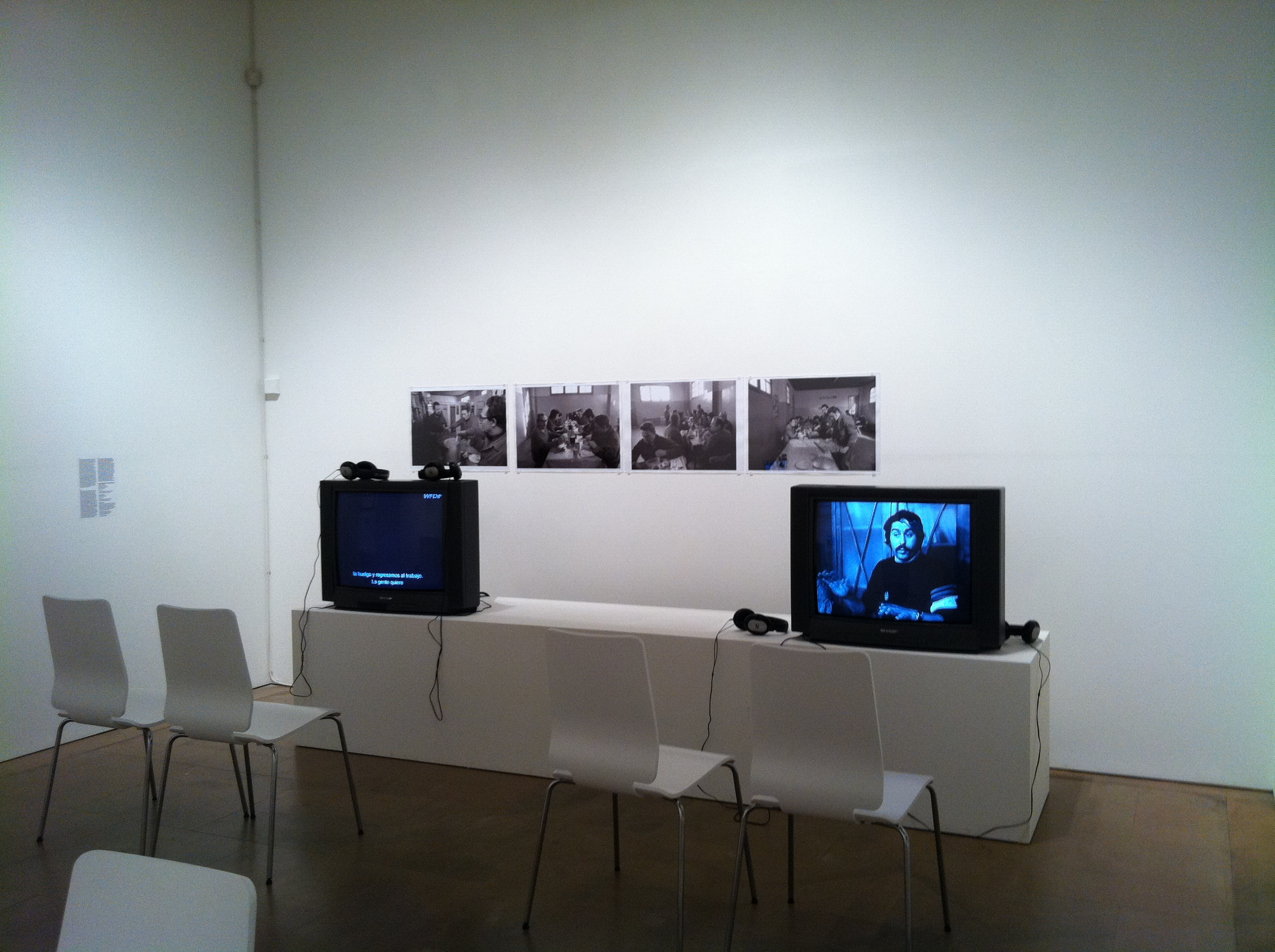
La Virreina Centre de la Imatge, principal contribuïdora del programa públic

En termes genèrics, aquest programa consisteix en establir xerrades, debats i activitats encarregades a LOOP i presentades en el marc d'una exposició específica. Dins de cada projecte presentat es plantegen diferents sessions a 'La Virreina, Centre de la Imatge'. Aquest espai es considera una institució museogràfica pública i gratuïta dedicada a l'art contemporani a Barcelona. Situada a la Rambla i com passatge cap al barri del Raval, en els últims anys s'ha centrat en explorar els usos ideològics i estètics de les imatges.
A més d'incloure el relat de primera mà de l'artista de la seva obra, les sessions també aconsegueixen dialogar amb altres artistes contemporanis mitjançant elements similars com ara arxius familiars, la idea de manipular i buscar a nou materials heretats o la tensió entre documental, biografia i ficcions narratives.
| Any  | Programa                            | Organitzador/s                                    |
| ---- | ----------------------------------- | ------------------------------------------------- |
| 2011 | ‘Claude Cahun'                      | Screen Projects                                   |
| 2012 | ‘Iñaki Bonillas J.R. Plaza Archive' | LOOP Barcelona i La Virreina Centre de la Imatge  |
| 2013 | 'This is Not a Love Song'           | La Virreina Centre de la Imatge i Screen Projects |

## Tipus de premis[16]

### Premi d'adquisició
En primer lloc, com a gestió de diversos programes de premis empresarials de renom mundial, LOOP reconeix l'excel·lència a tots els racons del món. Per al millor vídeo d'artista presentat a la fira LOOP, que és adquirit i inclòs a la col·lecció LOOP, acaba sent prestat al MACBA perquè es pugui realitzar una exposició específica del treball guanyador.
Des de la seva primera edició, la Fira LOOP ha establert els Premis LOOP per distingir les peces més excel·lents així com les propostes més notables de les galeries de cada edició. Els premis són fallats per un jurat d'experts convocat cada any, en què han participat agents de reconegut prestigi com Bartomeu Marí (MACBA), Mark Nash (Documenta 11), Manolo Borja-Villel (MNCARS - Museu Reina Sofia), Christine van Assche (Centre Georges-Pompidou) o Barbara London (MoMA).

### Menció d'honor
Un esment d'honor, o menció honorífica. és un reconeixement públic atorgat a una persona pel seu mèrit, constància, dedicació i innovacions en el projecte presentat al festival. Per a la millor proposta de galeria, es recompensa als mencionats d'honor amb participació a la propera edició de la fira LOOP per tal d'establir més exposició artística i més reconeixement en el sector.

### LOOP DISCOVER
El Premi LOOP DISCOVER neix amb l'objectiu de promocionar i divulgar la producció recent de pel·lícules i artistes internacionals sense restricció d'edat, nacionalitat o residència, a través d'una convocatòria oberta i gratuïta. Aquesta iniciativa de LOOP Barcelona ha rebut el suport d'Estrella Damm, que es suma al suport del sector cultural al patrocinador d'aquest premi.

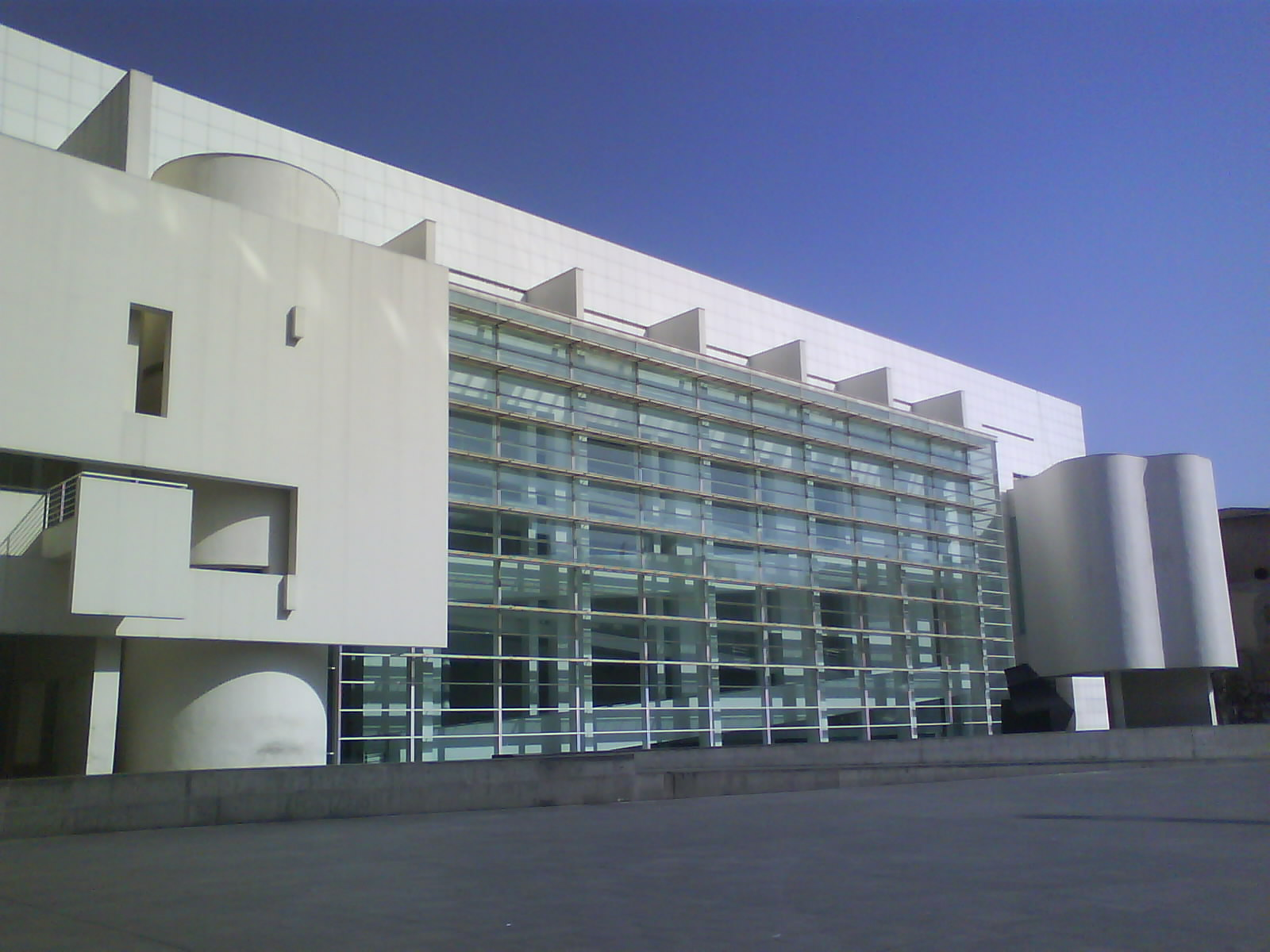
Museu d'Art Contemporani de Barcelona.

L'obra guanyadora sempre és dotada amb un premi de 5.000 €. A més, es valoritzarà la incorporació de l'obra premiada a la col·lecció LOOP, actualment dipositada al Museu d'Art Contemporani de Barcelona (MACBA). El Premi LOOP DISCOVER compta amb un procés de selecció en tres fases en què col·laboren més de 30 professionals de el món de l'art i de la cultura així com un jurat internacional.
L'exposició amb els projectes finalistes, programada en primícia en el marc de LOOP Barcelona, es mostra a l'Antiga Fàbrica Estrella Damm, donant l'oportunitat als el públic de gaudir de les obres en format expositiu. Així mateix, en passades edicions, la mostra ha itinerat per ciutats com Damer House Gallery d'Irlanda, Club Matador de Madrid, FNB Joburg de Johannesburg o Contemporary Istanbul.
Amb l'ànim de generar un espai de difusió per a les obres en vídeo, el Premi LOOP DISCOVER també ha creat un canal en línia, en el qual les obres pre-finalistes estaran disponibles per al seu visionat i votació. L'obra que reuneix el major nombre de vots és guardonada amb el Premi del Públic, que consisteix a formar part de l'exposició amb els altres 10 finalistes seleccionats pel jurat internacional.

### Premi de coproducció
Un premi anual de coproducció conjunta d'un projecte basat en vídeo impulsat per la xarxa de 8 centres d'art de Catalunya, Arts Santa Mònica i LOOP, amb la col·laboració d'altres socis. A la millor proposta de galeria seleccionada pel jurat del LOOP FAIR. La galeria rep una participació i de producció per a la següent edició de la fira o projectes a realitzar segons el projecte del guanyador o guanyadora.